# Hopea celtidifolia
Hopea celtidifolia är en tvåhjärtbladig växtart som beskrevs av André Joseph Guillaume Henri Kostermans. Hopea celtidifolia ingår i släktet Hopea och familjen Dipterocarpaceae. Inga underarter finns listade i Catalogue of Life.